# Acanthella pulchra
Acanthella pulchra är en tvåhjärtbladig växtart som beskrevs av Henry Allan Gleason. Acanthella pulchra ingår i släktet Acanthella och familjen Melastomataceae. Inga underarter finns listade i Catalogue of Life.